# Ведерницы
Ведерницы — село в Дмитровском районе Московской области, в составе сельского поселения Синьковское.
В селе действует Спасская церковь 1780 года постройки.

## Расположение
Село расположено в западной части района, примерно в 18 км к северо-западу от Дмитрова, у истоков речки Муравки (левый приток Яхромы), высота центра над уровнем моря 172 метра. Ближайшие населённые пункты — Садниково на северо-западе, Горицы на севере и Юркино на юге.

## История
До секуляризационной реформы 1764 года село , вместе с селом Бунятино и деревнями: Абрамцево, Горицы, Насоново, Садниково, Курьково, Хвостово, Мисиново, Шульгино принадлежат Троице-Сергиевому монастырю. После реформы — Государственной коллегии экономии.
До 1954 года — центр Ведерницкого сельсовета. В 1994—2006 годах Ведерницы входили в состав Бунятинского сельского округа.

## Население
| 2002 | 2006 | 2010 |
| ---- | ---- | ---- |
| 12   | ↘10  | ↘8   |